# Fritz Beck (Chemiker)
Fritz Paul Beck (* 5. März 1931 in Stuttgart; † 15. Februar 2009 in Essen) war ein deutscher Chemiker.

## Leben und Wirken
Als Sohn eines Handwerkers unternahm er schon im Alter von zwölf Jahren seine ersten Experimente auf dem Gebiet der Elektrochemie mit der Untersuchung von Leclanché-Elementen. An der Universität Stuttgart studierte er von 1951 bis 1956 das Fach Chemie. Mit seiner Arbeit Elektrochemische Gesichtspunkte zur katalytischen Hydrierung an Platinkontakten in gepufferten Lösungen errang er 1960 die Promotion zum Dr. rer. nat. bei Heinz Gerischer.
Danach ging er nach Ludwigshafen am Rhein und arbeitete von 1960 bis 1978 bei der Firma BASF. Dort entwickelte er Halbleiter auf der Basis von Polymeren wie Poly-P-Phenylenen und Polyacetylen. Auch im Auftragen von Farbe auf Oberflächen mit elektrochemischen Methoden gewann er grundlegende Kenntnisse.
Seit 1978 lehrte und forschte er als ordentlicher Professor für Elektrochemie an der Universität Duisburg-GH auf dem Gebiet der Elektrochemie.
Seine Hauptthemen umfassten die Gebiete der Erforschung Organischer Elektrosynthesen, der Kapillarspaltzelle, von Elektrochemischen Energiespeichern und Fragen der Elektroabscheidung bei Polymerschichten. Bis zu seinem sechzigsten Lebensjahr veröffentlichte er 158 Arbeiten und meldete 62 Patente an.

## Schriften (Auswahl)
- Elektrochemische Gesichtspunkte zur katalytischen Hydrierung an Platinkontakten in gepufferten Lösungen. 1960.
- Elektroorganische Chemie. Grundlagen und Anwendungen. Weinheim 1974.
- mit Wolfram Treptow: Entwicklung elektrochemischer Energiespeicher mit erhöhter Energiedichte. München 1977.
- Entwicklung eines Bleitetra-Fluoborat-Akkumulators. Eggenstein-Leopoldshafen 1979.
- mit Karl-Joachim Euler: Grundlagen, wässrige Akkumulatoren. Berlin 1984.
- mit Karl-Joachim Euler: Elektrochemische Energiespeicher. 2 Bände. 1984
- mit Bernd Wermeckes und Harry Schulz: Selective anodic oxidation of tetrahydrofuran. In: Tetrahedron. Band 43, Nr. 3, 1987, S. 577–583.
- mit Siye Ye: Selective anodic oxidation of camphor. In: Tetrahedron. Band 47, Nr. 29, 1991, S. 5463–5470.
- Elektrochemische Abscheidung und Umwandlung von elektronisch leitenden Polymerschichten. Schlußbericht; Abschluss des Vorhabens am 30. September 1991. Duisburg 1992.
- mit Bernd Wermeckes und Siyu Ye: Anodic Oxidation of 1,3-Cyclohexanedione to 1,2,3-Cyclohexanetrione. In: Chemistry Letters. Band 21, 1992, Nr. 4, S. 609.
- mit Holger Krohn, Frank Kruumlger und Ulf Tormin: Development of an All-Carbon Accumulator with Aqueous Electrolyte-HBF4-Evaluation for the GIC-Positive. In: Molecular Crystals and Liquid Crystals. Band 310, 1998, S. 377–382.
- mit Elaref Abdelmula und Markus Dahlhaus; Anodic deposition of composites with a matrix of intrinsically conducting polymers. In: Electrochimica Acta. Band 45, Nr. 20, 2000, S. 3423–3429. doi:10.1016/S0013-4686(00)00422-9.
- mit Holger Krohn und Rolf Herrmann: Die reversible elektrochemische Ein- und Auslagerung von Anionen in Festbett-Elektroden aus Graphit. In: Chemie Ingenieur Technik. Band 54, Nr. 5, 2004, S. 530–531.